# Свети мученик Бојан
Свети мученик Бојан, познат и као Бојан Енравота (буг. Боян Енравота), је хришћански светитељ и кнез Бугарске из 9. века. 
Био је најстарији син бугарског кана Омуртага и унук кана Крума. Примио је Хришћанство и узео име Бојан, за разлику од његовог млађег брата Маламира који је остао паганин. Маламир је уместо њега преузео престо, и наредио да се Бојан убије 833. године, јер није хтео да се одрекне хришћанства.
Православна црква прославља Светог кнеза Бојана 28. марта по јулијанском календару.